# Створення Югославії

Створення Югославії

Югославія була етатистською ідеєю серед південних слов'ян, яка передбачала створення єдиної держави, що об'єднує всі слов'янські народи Балкан (за винятком Болгарії). Ідея була здійснена в 1918 р. після розпаду Австро-Угорської імперії і при створенні Королівства Сербів, Хорватів і Словенців. У 1929 р. держава була офіційно перейменовано на Королівство Югославія

## Передмова
Перша ідея південнослов'янської держави зародилася ще у XVII столітті на території Славонії і Хорватії. Вона була розвинена хорватськими філософами, які вважали, що єдине, що допоможе слов'янам відновити втрачену свободу після довгих століть іноземного ярма, це об'єднатися в одне ціле і звільнитися від тиранії та диктатури. Ідея Великої Іллірії підтримувалася інтелігенцією і багатьма політиками Хорватії. Рух прагнув створити державу, яка охопить всі землі південних слов'ян (а також деякі неслов'янські землі). Сильний розвиток рух отримав лише наприкінці XIX століття, великою мірою це сталося через ослаблення цензури, яка раніше суворо забороняла пропагувати ідеї національних держав.
Після Берлінського конгресу від турецької влади звільнилися Сербія, Чорногорія і Болгарія. Це дало надію іншим слов'янським народам, які перебували на території Австро-Угорщини. У 1909 р. до складу Австро-Угорщини увійшла Боснія.

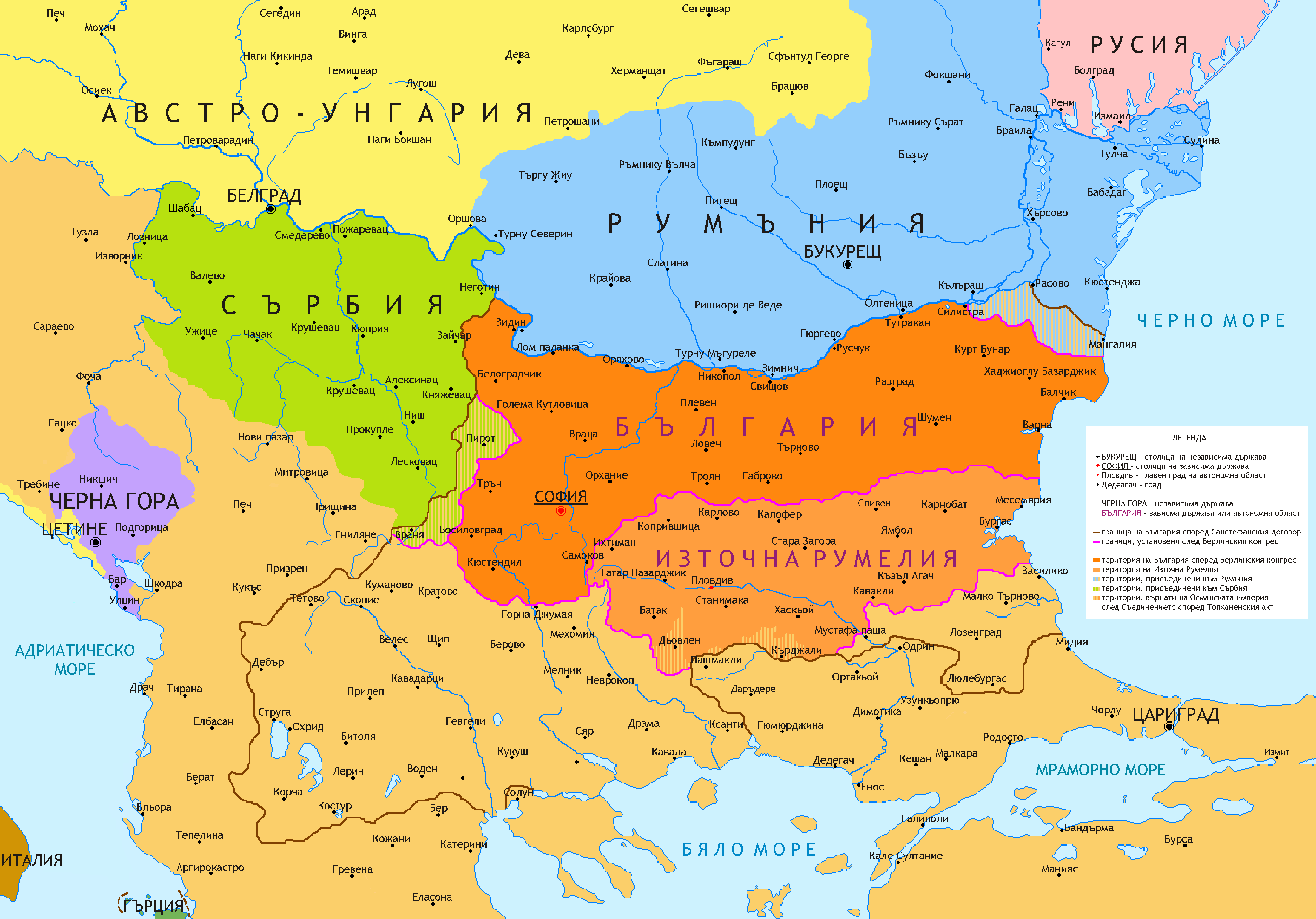
Кордони держав згідно з Берлінським конгресом

## Югослов'янський комітет
На початку Першої світової війни (1914) деякі слов'янські політичні діячі Габсбурзької імперії, включно з Анте Трумбичем, Іваном Мештровичем, Ніколою Стоядиновичем тощо, емігрували за кордон. У Лондоні югослов'янські політики сформували комітет (30 квітня 1915) з метою представляти інтереси південних слов'ян Австро-Угорщини.
Югослов'янський комітет розпочав збір коштів серед південних слов'ян, особливо що проживали в Америці. «Югославами», які пов'язували себе з рухом по створенню єдиної держави, були словенці, хорвати, і серби. Основними прихильниками комітету були вислані з Австро-Угорщини югослави, які проживали у Великій Британії та Північній Америці. Вплив комітету дозволяв його членам висловлювати свою думку іноземним урядам, які при постійному ослабленні Австро-Угорщини сприймали комітет все більш і більш серйозно.
Крім того, що основною метою комітету було об'єднання габсбурзьких земель південних слов'ян з Королівством Сербі, яке було тоді незалежним, його довгостроковим завданням було запобігти приєднання до Італії Істрії та Далмації. У 1915 р. Антанта залучила Італію у війну обіцянкою значних територій в обмін на її участь. За секретним Лондонським договором їй було обіцяно терени — Істрія і велику частину Далмації, де тоді проживало багато італійців.

## Корфська декларація
Сербський парламент, якому під час війни довелося покинути країну, почав засідати на острові Корфу (1916). 20 липня 1917 головою Ради міністрів Сербії Ніколою Пашичем і головою Югославського комітету Анте Трумбічем була підписана Корфська декларація. Вона послужила основою для створення майбутньої післявоєнної південнослов'янської держави. У преамбулі повідомлялося, що серби, хорвати і словенці «однакові по крові, по мові, по культурі, по почуттю єдності, по безмежності і цілісності власних земель, а також за загальними життєвими інтересами», проте питання про права національних меншин (македонців, албанців, угорців) описані не були. Єдина держава була задумана як конституційна монархія, очолювана сербською династією Карагеоргієвичів.

## Держава Словенців, Хорватів і Сербів
Австро-Угорська імперія розпалася. 6 жовтня 1918 Національна рада словенців, хорватів і сербів взяв владу в свої руки, зайнявши Загреб. Таким же чином без кровопролиття Національна рада взяла під свій контроль всі югослов'янські землі під владою Відня. 29 жовтня 1918 легітимний парламент Королівства Хорватія і Славонія оголосив про розрив 816-річної унії з Королівством Угорщина та про входження Хорватії до вже існуючої ДСХС. Наступного дня парламент Королівства Угорщина також підтримав розрив відносин з Хорватією і Славонією, що зробило вихід країни з Габсбурзької монархії повністю легітимним. Проте незабаром в країні почалася політична криза. До середини листопада з-під оруди центрального уряду вийшли 12 місцевих органів самоврядування, в Баня-Луці була створена самостійна республіка, а в ряді районів запанувало повне безвладдя. Велике занепокоєння Народного віча викликала неприкритість кордонів. У Далмації італійські війська захоплювали один терен за іншим, посилаючись на Лондонський договір, на кордоні Словенії та Австрії зосереджувалися австрійські війська, в Банаті — угорські військові частини. 5 листопада 1918 Держава Словенців, Хорватів і Сербів звернулася за допомогою до Сербії 24 листопада 1918 Народне віче після довгих суперечок ухвалило рішення про об'єднання ДСХС з Сербським Королівством і про послання в Белград представницької делегації.
1 грудня 1918 після зустрічі влади ДСХС та Сербії в Белграді відбулося об'єднання цих держав. Незадовго перед цим сербська армія зайняла Воєводину. До Сербії була приєднана частина території ніким не визнаної республіки Банат (інша її частина дісталася Румунії), і частина невизнаної Сербсько-Угорської Республіки Бараня-Байя.

## Королівство Сербія

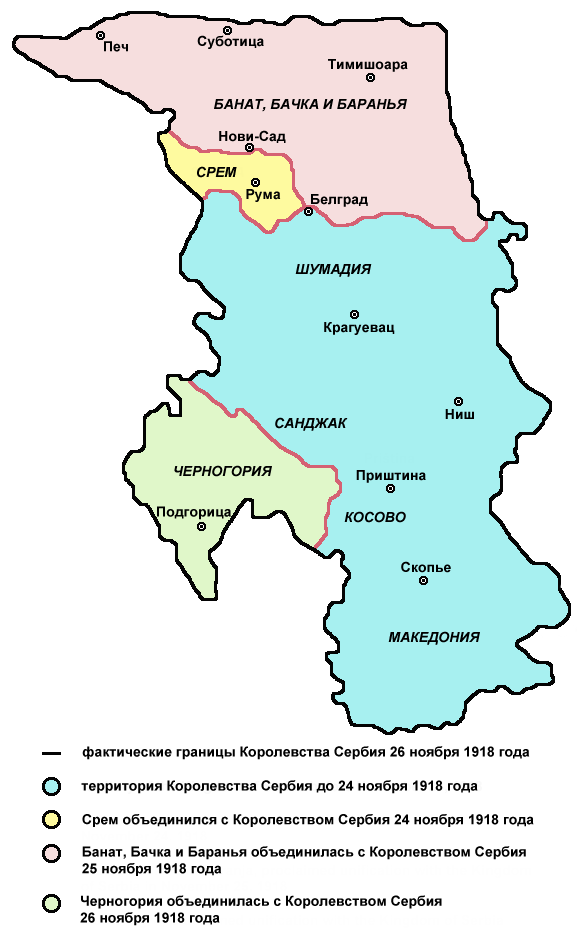
Королівство Сербія (1918)

В ході Сербської кампанія 1915 року Сербія зазнала нищівної поразки. Центральні держави повністю окупували її територію. Відновлена на Корфу сербська армія знову вступила у війну на Салонікському фронті спільно з військами Антанти (1917). Сербські і французькі війська завдали поразки болгарським та австро-угорським силам у Вардарській долині. 30 вересня 1918 Болгарія капітулювала.
Після падіння Австро-Угорщини сербські збройні сили швидко заволоділи регіоном Банат, Бачка, Бараня, і Срем, але зупинилися біля кордонів інших габсбурзьких територій, що відійшли до Державі словенців, хорватів і сербів, чекаючи офіційного союзу між ним і Сербією. За три дні, 24 , 25 і 26 листопада до Королівства Сербія були приєднані Срем, Банат, Бачка і Бараня і Королівство Чорногорія, в кожному з яких до цього були власні адміністрації.

### Срем

Комітат Срем у складі Королівства Хорватія і Славонія

Після руйнації Австро-Угорщини Срем став частиною новоствореної Держави словенців, хорватів і сербів. 29 жовтня 1918 парламент Королівства Хорватія і Славонія розірвав відносини з Віднем і Будапештом. 5 листопада 1918 Земун закликав Сербську Королівську Армію захистити місто від Центральних держав. 24 листопада місцевий парламент, складений з представників різних частин Срему, зібрав Національну раду в Румі. Жителі західного Срему, населеного переважно хорватами, не були представлені на цій асамблеї. Національна рада, побоюючись, що об'єднання не відбудеться, а Загреб забариться, вирішила взяти участь у створенні нової південнослов'янської держави і проголосила об'єднання з Сербією.

### Банат, Бачка та Бараня

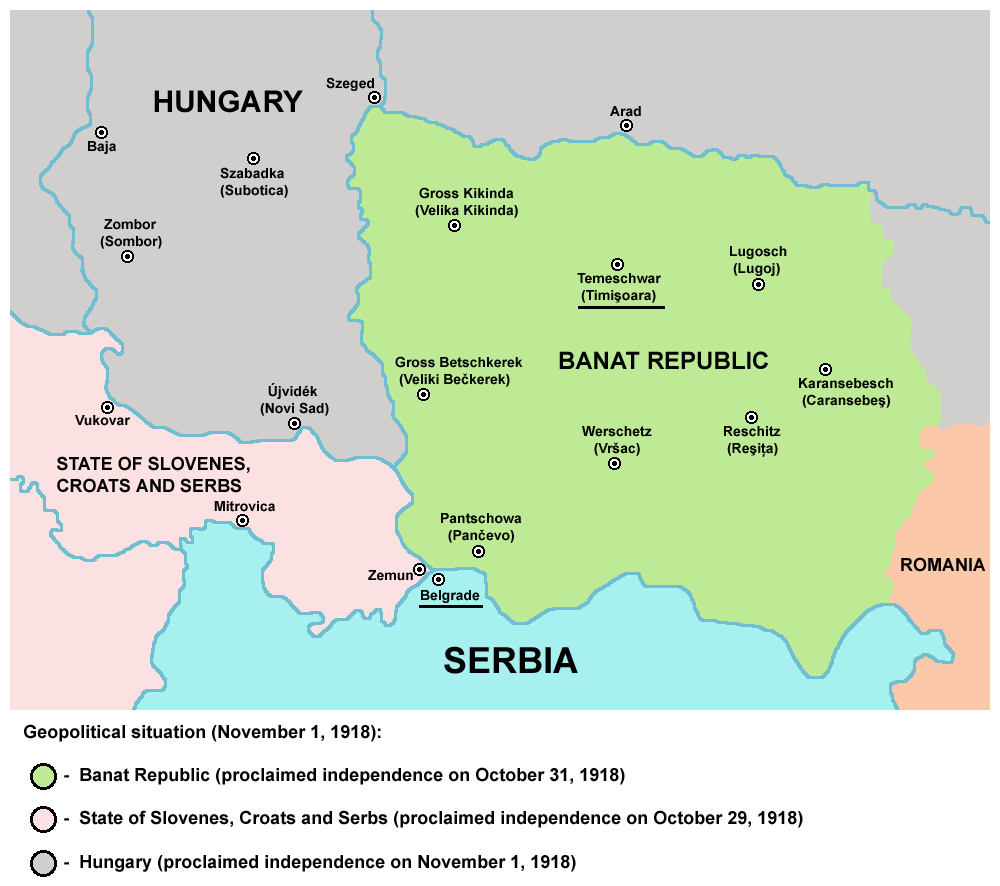
Республіка Банат (1918)

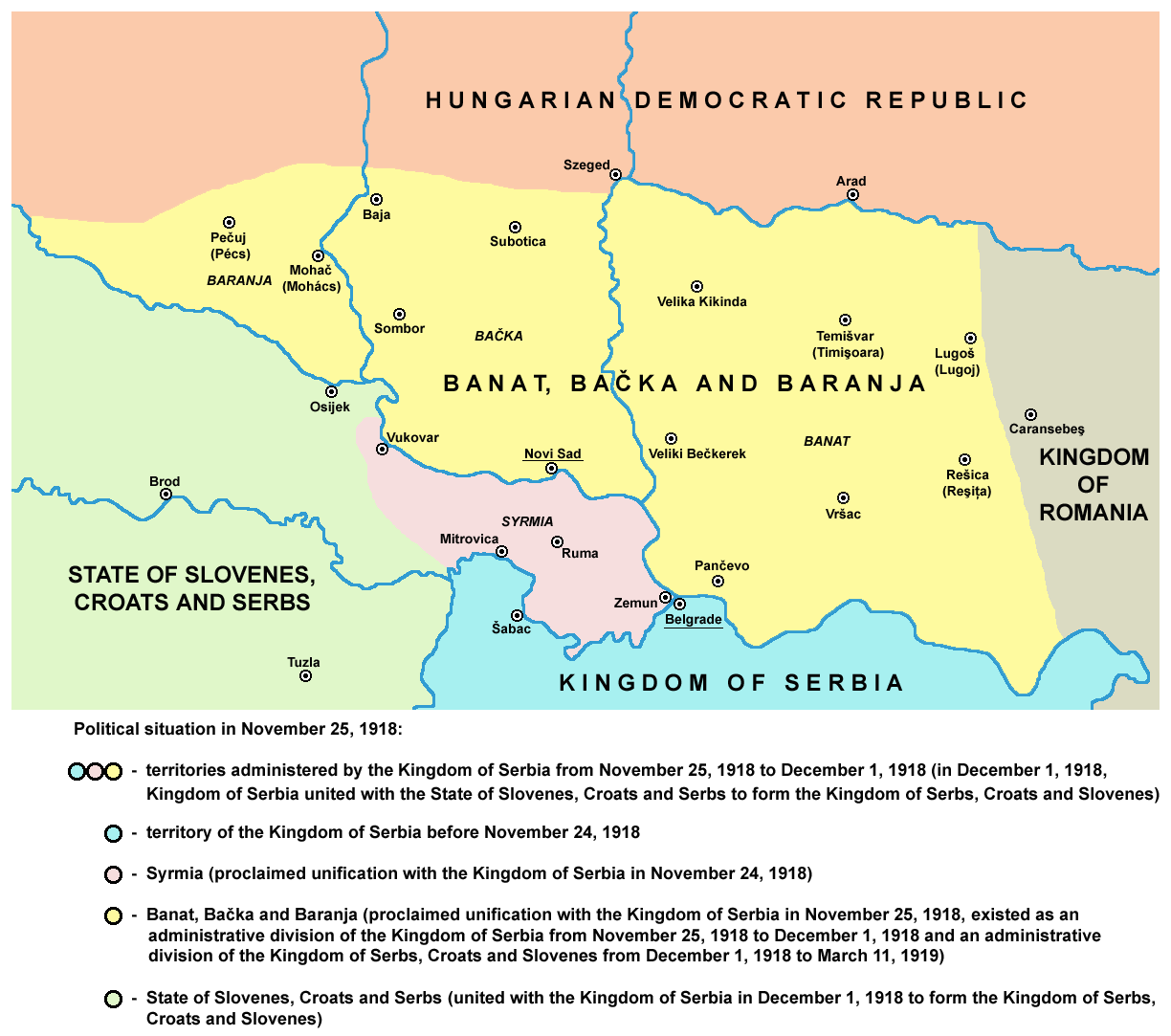

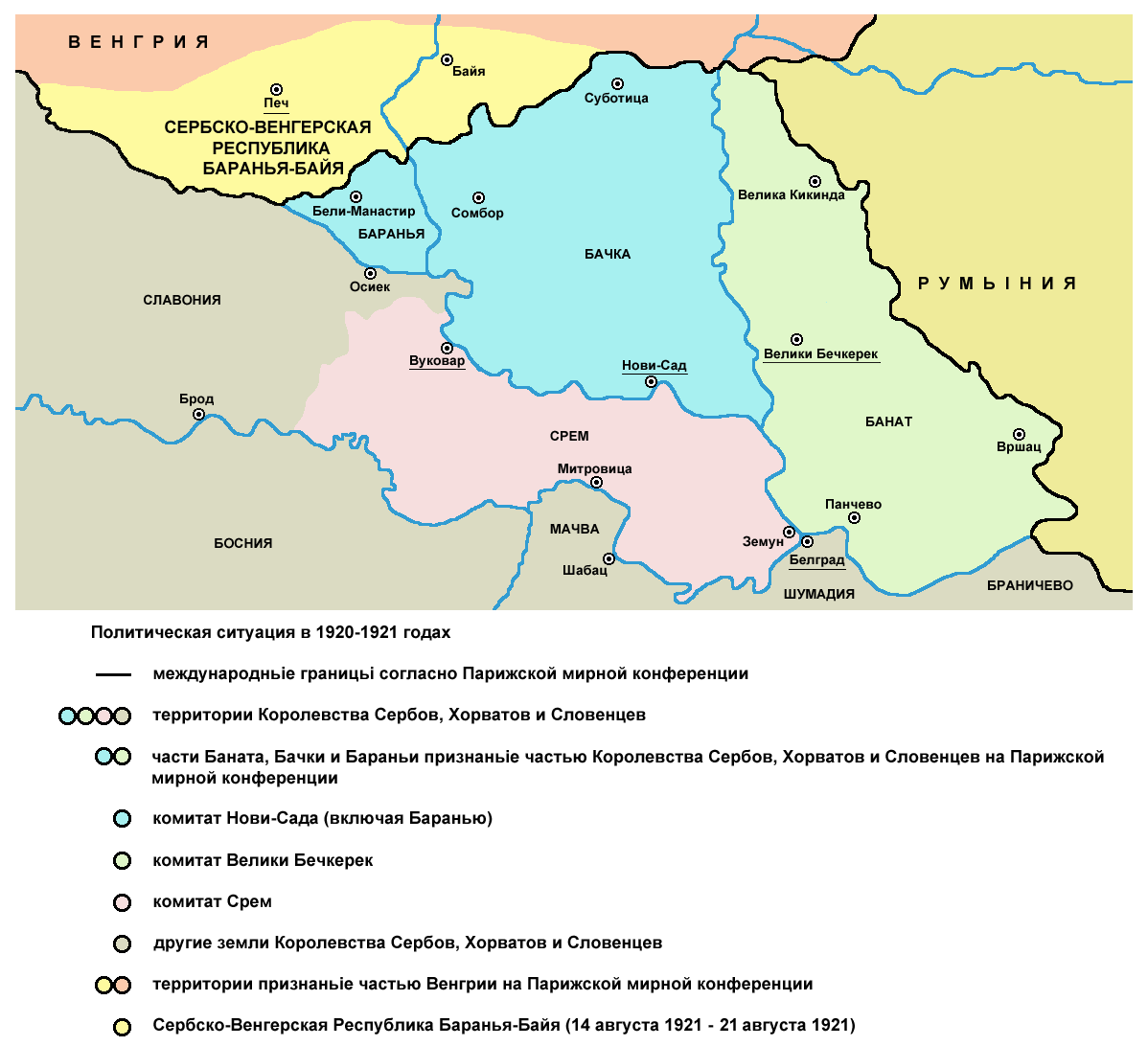
Терени що відійшли до Сербії

Після поразки Центральних держав і майбутнього краху Австро-Угорщини, централізована система влади в країні була знищена, і влада на місцях з літа 1918 опинилася в руках у місцевих самопроголошених народних рад. В Нові-Сад був створений «Сербський Національний Комітет», який незабаром створив свої відділення в регіонах Банат, Бачка і Бараня, з метою створення попередню адміністрацію цих регіонів. Комітет прагнув об'єднати не тільки сербів в регіоні, а й інших слов'ян, особливо бунєвців . Для виконання своїх цілей комітет створив власні збройні сили під назвою «Сербська Національна Гвардія». Побоюючись, що їх сили занадто малі, 5 жовтня 1918 місцева адміністрація Панчево звернулася до Сербії з проханням про захист.
1 листопада 1918 Соціал-демократична партія в Тімішоарі проголосила незалежність Банатської республіки, намагаючись представити його як мультиетнічний регіон, який не може належати тільки Сербії або Румунії. 4 листопада 1918 Банатська народна рада організував воєнізовані загони з метою встановити контроль над всією територією республіки, але це їй так і не вдалося. 15 листопада сербські війська увійшли в Банат з заходу, а румунські зі сходу, і республіка припинила своє існування, поділена між двома країнами. Бачка і частина Барані перебували під контролем місцевих попередніх адміністрацій, які, вітаючи сербську армію, звернулися до уряду Сербії з проханням остаточно встановити контроль на землями Воєводини і вигнати звідти залишки угорської адміністрації.
25 листопада 1918 була сформована «Велика народна асамблея сербів, бунєвіців та інших слов'ян Баната, Бачки і Барані» з 757 представників, обраних у 211 муніципалітетах, в тому числі 578 були сербів, 84 бунєвців, 62 словаки, 21 русин, 6 німців, 3 шокці, 2 хорвати і 1 угорець. В цьому парламенті були представлені дві течії: радикальна і демократична. Слабкіша демократична течія бажала зв'язків з Загребом і Державою словенців, хорватів і сербів, і як слов'янська частина колишньої Австро-Угорщини, вони хотіли встановити відносини з Королівством Сербія. Вони наполягали на єдності всіх югославів та скасування внутрішніх етнічних кордонів. Радикали на чолі з Яшею Томичем вважали, що три народи мають різну культуру і традиції. Попри те, що створення південнослов'янської держави уявлялося неминучим, ці народи не могли, на думку радикалів, вважатися єдиною спільністю. Вони прагнули спершу об'єднати всі сербські території. Зрештою, з побоювання, що не об'єднавшись з Сербією, Воєводина залишиться одна, перемогла радикальна течія і регіон був приєднаний до Сербії.
Після проголошення Королівства СХС національна рада обрала своїх власних членів Тимчасового національного представництва сербів, хорватів і словенців. Бараня ж стала притулком для комуністів та інших політичних біженців, які переховувались від білого терору Міклоша Горті. Згідно з Тріанонським договором більша частина Барані відходила до Угорщини, це призвело до протестів населення і стало причиною проголошення Сербсько-Угорської Республіки Бараня-Бая художником, сербом за національністю, Петром Добрович. Республіка проіснувала кілька днів, 25 серпня 1921 вона зазнала вторгнення і була анексована Угорщиною, згідно з межами, визначеними Тріанонським договором. Договір також залишив за Угорщиною деякі північні території, що знаходяться під контролем Сербії, з наявною на ній південнослов'янською меншістю. З іншого боку значна кількість німецького й угорського населення залишалося в межах КСХС. Центральний Банат залишався за Румунією, регіон був розділений за принципом етнічної більшості, залишаючи тим самим румунську меншість в Югославії і сербську меншість в Румунії. Регіон БББ залишався окремим суб'єктом до 1922, коли була прийнята нова адміністрація і унітарна система управління державою. Регіон був поділений на адміністративні зони: Бачка (з центром в Новому Саді), Белград і Подунав'я (центр в Смедерево). Коли в 1929 було проголошено Королівство Югославія, більша частина регіону увійшла до Дунайської бановини, менша ж відійшла до Белграда.

### Королівство Чорногорія

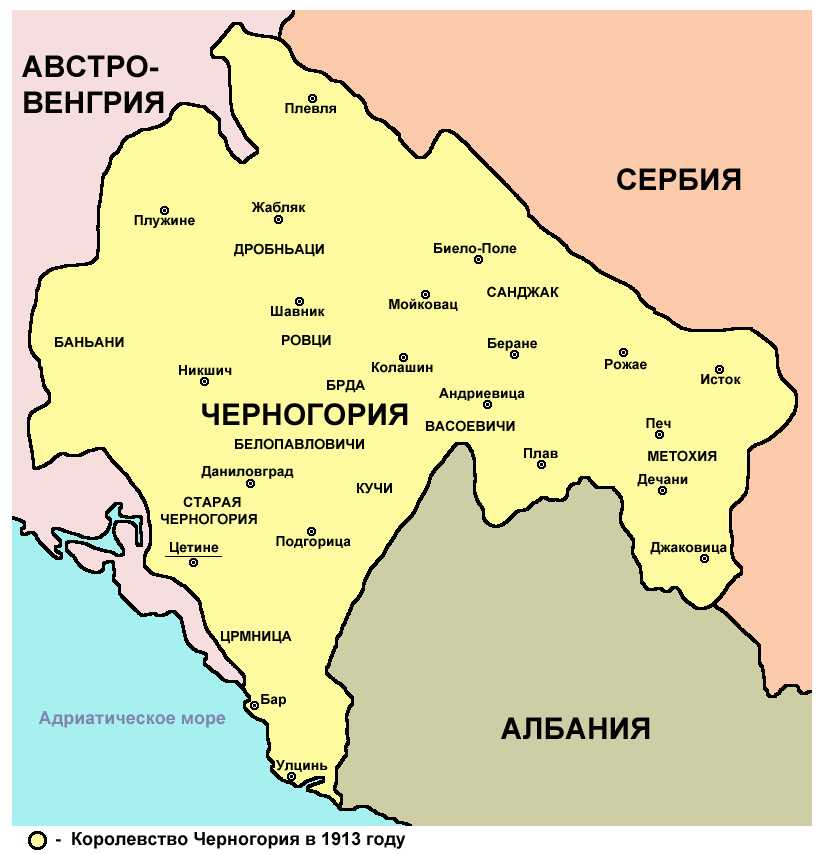
Королівство Чорногорія (1910–1918)

У 1907 в Чорногорії було створено парламент, провідною політичною партією якого стала Народна партія, що мала на меті унію південнослов'янських народів, спільно з об'єднанням всіх сербських земель. У 1914 році Нікола I Петрович уклав союз з Королівством Сербія і став ініціатором об'єднавчого процесу, який був перерваний незабаром почавшеюся Першою світовою війною .
Вступивши у війну для сприяння евакуації сербської армії в Грецію, Чорногорія була повністю окупована австро-угорськими військами на початку 1916. Король Нікола I підписав указ про демобілізацію армії і покинув країну. Сербія і інші союзні країни визнавали уряд Ніколи I у вигнанні як єдино легітимний. Навесні 1916 року король призначив прем'єр-міністром країни Андрію Радовича, який знаходився разом із ним у вигнанні, але через два місяці, 17 січня 1917 , той подав у відставку через неприйняття королем проєкту об'єднання Сербії і Чорногорії. 4 березня 1917 року, в Женеві, Андрія Радович створив Чорногорський комітет національного об'єднання, який буде повністю підтриманий сербським урядом Ніколи Пашича.
У 1918 союзні країни вибили австрійські війська з Чорногорії, і Сербія встановила там власний режим. 15 жовтня 1918 сербський уряд дав Чорногорському комітету національного об'єднання указ: в найкоротші терміни розробити повний план об'єднання двох держав. При цьому звелівши окупаційному уряду припиняти всяку агітацію про відновлення Чорногорської держави. За 10 днів, згідно з новим законом про вибори, комітет ухвалив рішення провести всенародні вибори в парламент.
Закон суперечив чорногорській конституції, позбавляв влади чинний парламент, 2/5 якого на той момент перебував не в Чорногорії, і скасовував рішення короля Николи I Петровича, який також перебував за кордоном, про те, що парламент повинен був почати свою роботу відразу ж при встановленні перемир'я. Офіційною причиною нових виборів було названо відсутність в країні значної частини парламентарів. Вибори були проведені без списків голосуючих єдиними спостерігачами були представники з СербіїНовообрана Подгорицька скупщина 26 листопада 1918 оголосила про повалення чинного короля і всієї династії Петровичів на користь Карагеоргієвичів і короля Сербії Петра I. Повстання противників зречення Петровичів зазнало невдачі. Було оголошено про об'єднання з Сербією і як наслідок приєднання до Корфської декларації про створення єдиної південнослов'янської держави.

## Міжнародні відносини

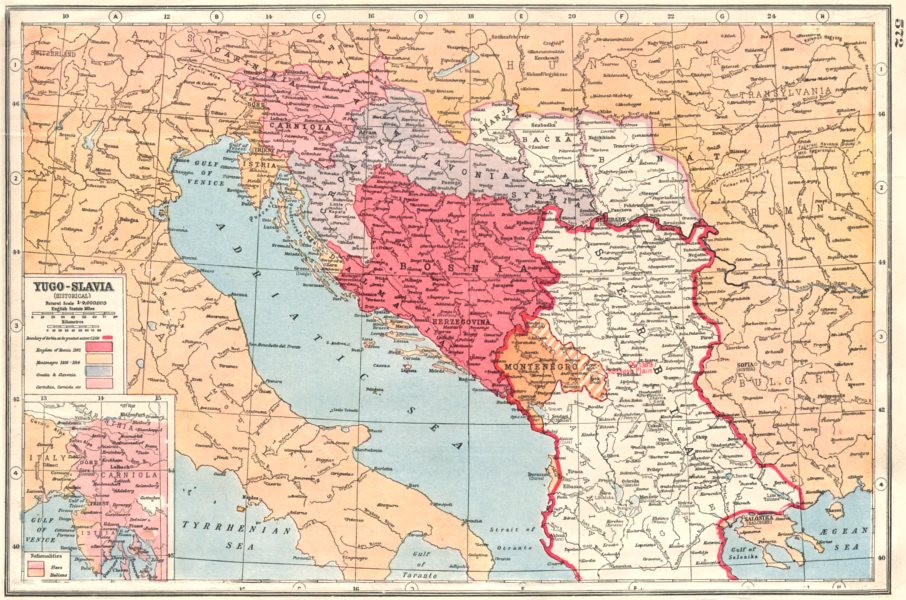
Землі, на які претендувала Югославія

Об'єднання Королівства Сербії і Держави словенців, хорватів і сербів створило Королівство Сербів, Хорватів і Словенців — нову балканську державу з невизначеними кордонами, які воно прагнуло розширити. Такі ж цілі були і в інших членів Антанти на Балканах (Греція і Румунія), власні інтереси в регіоні були також у Італії.
У 1919 Румунія висунула війська до кордону з Югославією для анексії сербської частини Банату, що призвело до часткової мобілізації сербської армії. Під тиском великих держав Сербія та Румунія все ж досягли компромісу. Югославія вважала, що була обділена під час вирішення проблеми Банату. Невдоволення уряду країни також викликали незаслужені грецькі завоювання, отримані нею після закінчення війни.
У 1921 в союзі з Грецією Югославія почала вести бойові дії проти Албанії, які закінчилися, як тільки в Албанії стала до влади проюгославська революція і встановлення протекторату Ліги Націй.
Одночасно з цією кризою Югославія разом з іншими країнами Малої Антанти послала ультиматум Королівству Угорщина. Країни Малої Антанти були готові оголосити країні війну, в разі повернення на її престол габсбурзького монарха Карла I.
Союз новоствореної держави з Румунію і Грецією в 1922 розгорне проти Болгарії ту ж кампанію, що недавно була проти Албанії, бажаючи помститися їй тим самим за збитки, завдані нею під час Першої світової війни .
10 жовтня 1920 в Каринтії було проведено референдум, за яким 59,1% населення в слов'янській частині регіону (нім. Zone A) висловилися за залишення регіону в складі Австрійської республіки.

### Італія
Далматинське портове місто Задар (Зара) і кілька островів Далмації були віддані Італії. Місто Рієка (Фіуме) повинен був стати Вільним містом, але незабаром було окуповано італійським поетом і революціонером Габріелем Д'Аннунціо, в місті була проголошена Республіка Фіуме. Через 16 місяців республіка впала і знову була проголошено Вільне місто Фіуме. 27 січня 1924 Рієка (Фіуме) була анексована Італією, згідно з двосторонньою угодою між Югославією та Італією. Але суперечка про кордон між державами все ж продовжилася. Італія заявляла про свої права на інші регіони адріатичного узбережжя, які більшість італо-венетського населення покинуло в 1919–1922 роках. У той час Югославія вимагала повернути собі Істрію, частину колишнього Австрійського Примор'я, яке було віддане після війни Італії, також і частину колишньої Венеційської республіки, чиї міста були населені переважно італійцями, але сільське населення залишалося переважно слов'янським (словенським і хорватським).

## Наслідки

### Ситуація в Чорногорії
Приєднання Чорногорії до Сербії з використанням при цьому збройних сил привело до Різдвяного повстання, яке вилилося в партизанську війну і тривало довгі роки.
Як реакція на Подгорицькому скупщину, яка повалила Ніколу I й ухвалила рішення про безумовне приєднання до Королівства Сербія, почалося Різдвяне повстання, підтримуване прихильниками незалежності Чорногорії — зеленашами (серб. Зеленаши). Прихильники союзу з Сербією (бєлаші; серб. Бјелаши) допомагали сербській владі в придушенні повстання. Проти супротивників об'єднання держави почалися репресії.
Деякі з груп зеленашів продовжували чинити опір югославській владі аж до 1929.

### Ситуація в Хорватії
З самого початку створення нової держави, між хорватськими і сербськими правлячими колами з'явилися розбіжності, нерозуміння і відкрите протистояння. Степан Радич, голова Хорватської селянської партії був прихильником створення Югославії як федеративної республіки, в той час як сербський уряд визначило унітарно — монархічна устрою країни Хорватії довелося позбутися своїх багатовікових інститутів, на яких і ґрунтувалася її державність, як то сабор, жупанство і домобранство, що в 1921 було закріплено Відовданською конституцією.
Серед хорватської частини громадськості невдоволення новою державою наростало з самого початку, вже на четвертий день після проголошення створення Югославії — 5 грудня 1918 громадяни вийшли на вулиці Загреба вимагаючи існування Хорватії як окремої, незалежної держави. Коли демонстрація приєдналася до двох полків хорватського народного ополчення, влада в Загребі, на чолі з комісаром поліції Гргом Ангеліновічем, вжила заходів з придушення повстання за допомогою народної поліції і лояльних до нової влади моряків з Пули, 13 людей було вбито. Ця подія пізніше стало відомо як Прошинацькі жертви.
В наступному 1919 хорватські політики заснували в Парижі Конгрес примирення, виступаючи за самовизначення хорватського народу, рух зібрав підписи 157000 хорватів Хорватські депутати, за підтримки Степана Радича, вирішили бойкотувати Белградську Скупщину і заснували в Загребі Хорватське народне заступництво, яке 8 грудня 1920, ґрунтуючись на праві самовизначення, проголосила Хорватську сільську республіку

### Ситуація в Македонії
У новоприєднаних землях південної частини Королівства СХС виникло так зване «македонське питання». Незадоволена поділом регіону Внутрішня македонсько-одринська революційна організація (ВМОРО) почала збройну боротьбу за створення Великої Македонії (об'єднаних Егейської, Пірінської і Вардарської).
ВМОРО звинувачувало Белградській уряд в політиці денаціоналізації і сербізації македонського населення. Область Вардарської Македонії в Сербії називали «Південною Сербією» (неофіційно) або «Вардарською бановиною». Мова македонських слов'ян офіційно розглядалася як діалект сербохорватської мови.. Притому цей південний діалект був заборонений до викладання, а його вживання в офіційних колах каралося.
У наступні роки у Вардарській Македонії уряд був змушений тримати постійні війська, щоб ті вели боротьбу з македонськими та про-болгарськими націоналістами. У зв'язку з цим в Македонії постійно чинився тиск на цивільне населення, і Югославська влада переслідувала тисячі осіб підозрюванних у співпраці з Внутрішньою македонсько-одринською революційною організацією.

### Ситуація в Косові та Метохії
Переважаюче в регіоні албанське населення було проти приєднання Косова до Сербії або Югославії. Сербські війська зустріли збройний опір з боку албанських формувань — Качак. У тому ж 1918 був заснований Комітет народного захисту Косова, відомий як Косівський комітет, який боровся за відокремлення населених албанцями теренів (Косова, Метохії, західної Македонії і частини Санджаку) від новоствореного Королівства сербів, хорватів і словенців і приєднання їх до Албанії. Комітет співпрацював з чорногорською еміграцією, що підтримував поваленого короля Ніколу І, і македонським ВМРО, приймаючи також фінансову та збройну допомогу від Королівства Італія. Наступні роки були відзначені збройними зіткненнями між сербською армією і жандармерією з албанськими Качак. Після повного встановлення в регіоні сербської адміністрації та частково військового режиму, багато албанців віддали перевагу переселитися з Косова на історичну батьківщину.